# Yahya ibn Abd al-Aziz
Yahya ibn Abd al-Aziz (arabisch يحيى بن عبد العزيز, DMG Yaḥyā b. ʿAbd al-ʿAzīz) war von 1121 bis 1152 der neunte Herrscher der Hammadiden in Algerien.
Yahya trat die Nachfolge von Abd al-Aziz ibn al-Mansur (1104–1121) im Hammadidenreich an. Die Wirtschaft des Reiches in Algerien hatte sich mittlerweile weitgehend auf den Seehandel im Mittelmeer umgestellt und führte zu einem erheblichen wirtschaftlichen Wohlstand in den Hafenstädten. Allerdings führte dies auch zu Angriffen der Christen. So wurde Dschirdscheli 1143 von den sizilianischen Normannen erobert und geplündert. Auch wenn das Hinterland für die Hammadiden an Bedeutung verlor, konnte eine gewisse Kontrolle über die Beduinen- und Berberstämme aufrechterhalten werden.
Der Untergang des Reiches konnte dennoch nicht verhindert werden, da mit den Almohaden in Marokko eine neue mächtige Dynastie entstanden war, die schon 1145 das westliche Algerien erobert hatte. 1151 begannen die Almohaden unter Abd al-Mumin mit dem Angriff auf das Hammadidenreich und besiegten Yahya vor Bougie (1152). Algerien wurde dem Almohadenreich angegliedert. Yahya ging ins ehrenvolle Exil nach Sale, wo er auch starb.